# ذبابية خشبية
الذبابية الخشبية (الاسم العلمي: Pantophthalmidae)، فصيلة حشرات من ذوات الجناحين صغيرة العدد، وكبيرة جدًا، متينة. تضم 21 نوعًا معروفًا في جنسين. تنتشر في منطقة العالم المداري الجديد.